# Железнодорожная линия Барановский — Хасан
Железнодорожная линия Барановский — Хасан — около 240 км Дальневосточной железной дороги в пределах РЖД. Он ведет от Транссиба на юге Барановского вдоль Тихоокеанского побережья до северокорейской границы в Хасане. Его продолжением является железнодорожная линия Хасан-Раджин.
Маршрут в основном эксплуатируется региональными поездами, которые соединяют места вдоль маршрута с Уссурийском, где есть связь с Транссибирской магистралью, или с региональными центрами Владивостока и Хабаровска. Каждые 14 дней беспересадочный вагон формирования Корейских государственных железных дорог, прицепляемый к поезду № 100Щ, курсирует из Москвы в Пхеньян. Основной пассажиропоток составляют граждане КНДР, направляющиеся на работу в Россию или возвращающиеся обратно; в исключительных случаях часть мест продаётся организованным группам туристов, следующим в Расон с пересадкой на автобус в Тумангане.

## История
В 1938 году после боёв на озере Хасан с японской армией, было принято решение построить железную дорогу протяжённостью 190 км. от Дальневосточной железной дороги (станция Барановский) до станции Краскино (ныне упраздненной). После окончания Второй мировой войны, 28 сентября 1951 года, дорога была достроена до станции Хасан вблизи устья реки Туманная. В 1952 году через реку Туманная был построен деревянный железнодорожный мост, который связал железнодорожную сеть СССР с железной дорогой КНДР. В 1959 года мост был полностью перестроен с деревянного на металлический. Из-за малой высоты мост ныне является препятствием для движения речных судов из ближайшего китайского города Хуньчунь в Японское море. После «Плана развития реки Туманная», инициированного Программой развития Организации Объединенных Наций (ПРООН) Китаем в 90-е годы, китайская сторона последовательно настаивала на том, чтобы Российская Федерация и Северная Корея реконструировали мост и подняли пролёты моста над поверхностью реки с тем, чтобы обеспечить проход китайских океанских пассажирских и грузовых судов и кораблей ВМС Китая в Японское море. Из-за геополитических и стратегических соображений КНДР и Россия не согласились предоставить Китаю движение речного и морского транспорта по реке Туманная в направлении Японского моря и обратно. С 2009 по 2011 год производилась реконструкция 54-километрового участка железной дороги от границы с Россией до северокорейского порта Раджин.